# Vaggelīs Zougrīs
Euaggelos Zougrīs, detto Vaggelīs (in greco Ευάγγελος "Βαγγέλης" Ζούγρης?; 14 ottobre 2004), è un cestista greco.

## Carriera

### Nazionale
Nel 2023 ha disputato, con la Grecia under 20, gli Europei di categoria, conclusi al terzo posto finale e venendo incluso nel miglior quintetto della manifestazione.